# Plutomurus ortobalaganensis
Plutomurus ortobalaganensis és una espècie de col·lèmbol de la família Tomoceridae, endèmica de la cova de Krúbera-Voronya, a Geòrgia. Va ser descobert en l'Expedició CAVEX el 2010.
És l'animal trobat a major profunditat terrestre, descobert a 1.980 m sota la terra. No té ulls, té respiració cutània, les seves antenes funcionen com detectors químics; mostra pigmentació fosca, i s'aprecia l'apèndix del darrere (fúrcula) amb el que s'impulsa per saltar. S'alimenta de fongs que creixen sobre restes vegetals; el tub ventral produeix un líquid enganxós amb funcions digestives i de neteja. Mesura 4 mm i té sis potes.
Enrique Baquero, zoòleg de la Universitat de Navarra i un dels autors de l'estudi descobridor de l'espècie per a la ciència, diu que la presència d'aquestes espècies en un medi tan agrest s'explica per la matèria orgànica: «s'alimenten dels fongs que creixen sobre ella, contribuint a la seva descomposició i participant en la xarxa de les comunitats estables d'artròpodes que hi ha a les cova».